# Saadjärv
Saadjärv je jezero u istočnoj Estonija s površinom od 7,08 km². Jezero se nalazi na 53,4 m iznad morske razine. Nalazi se u okviru dvaju okruga, Tartu i Jõgeva, 15 km sjeverno od Tartua, a u blizini malog grada Tabivere. 
Jedno je od deset najvećih jezera u Estoniji.

## Vanjske poveznice
- Loodusfilm Saadjärvest[neaktivna poveznica]